# Яна Тиха
Яна Тиха (чеськ. Jana Tichá; нар. 6 травня 1965) — чеський астроном, першовідкривачка астероїдів, директорка обсерваторії Клеть. З 1995 по 2001 роки, спільно зі своїм чоловіком Мілошем Тихі, відкрила 54 астероїди, 5 з яких вона відкрила самостійно.

## Біографія
У 1987 році закінчила Вища школа економіки в Празі. З 1992 року очолює обсерваторію Клеть. Вона спеціалізується на відкритті астероїдів і комет, переважно, в навколоземному просторі. Також займається пошуком транснептунових об'єктів і кентаврів. Під її керівництвом програма для астрономічних спостережень малих планет і комет була модернізована, шляхом впровадження ПЗЗ-камер, нових комп'ютерів і каталогів.
Є головою Комітету з номенклатури малих планет і відповідає за затвердження імен астероїдів. Крім цього активно займається популяризацією астрономії в Чехії і є основним автором чеських вебсайтів про астероїди (http://www.planetky.cz [Архівовано 3 березня 2021 у Wayback Machine.]) і комети (http://www.komety.cz [Архівовано 3 березня 2021 у Wayback Machine.]).

## Вшанування
В знак визнання заслуг одному з астероїдів було присвоєно її ім'я 5757 Тиха.

## Астероїди, відкриті Тихою
| Відкриті астероїди: 54      | Відкриті астероїди: 54 |
| --------------------------- | ---------------------- |
| 7441 Ласка [1 ]             | 30 липня 1995          |
| 7493 Гірзо                  | 24 жовтня 1995         |
| 97608 Телеграма             | 22 жовтня 1995         |
| 8307 Пелтан                 | 5 березня 1995         |
| 8572 Нідзьо [1 ]            | 19 жовтня 1996         |
| 10234 Сікстигарден [1 ]     | 27 грудня 1997         |
| 10403 Марцелгрюн [1 ]       | 22 листопада 1997      |
| 10872 Вацулік [1 ]          | 12 жовтня 1996         |
| 11105 Пухнарова             | 24 жовтня 1995         |
| 11128 Острава [1 ]          | 3 листопада 1996       |
| 11141 Їндравалтер [1 ]      | 12 січня 1997          |
| 11144 Радіоцоммуніцата [1 ] | 2 лютого 1997          |
| 11338 Схіеле [1 ]           | 13 жовтня 1996         |
| 12833 Каменни Уєзд [1 ]     | 2 лютого 1997          |
| 13229 Ехіон [1 ]            | 2 листопада 1997       |
| 13792 Кушчинський [1 ]      | 7 листопада 1998       |
| 14068 Гаусерова [1 ]        | 21 квітня 1996         |
| 15399 Гудець [1 ]           | 2 листопада 1997       |
| 16083 Йорвік [1 ]           | 12 жовтня 1999         |
| (16709) 1995 SH5            | 29 жовтня 1995         |
| 16794 Цуцулліа [1 ]         | 2 лютого 1997          |
| 18841 Грушка [1 ]           | 6 вересня 1999         |
| 19384 Вінтон [1 ]           | 6 лютого 1998          |
| 20164 Янзаїц [1 ]           | 9 листопада 1996       |
| 21270 Отокар [1 ]           | 19 липня 1996          |
| 21873 Їндрихувградець [1 ]  | 29 жовтня 1999         |
| 22442 Блага [1 ]            | 14 жовтня 1996         |
| 25258 Натганіел [1 ]        | 7 листопада 1998       |
| 26314 Шкворецький [1 ]      | 16 жовтня 1998         |
| 26340 Евамаркова [1 ]       | 13 грудня 1998         |
| 26969 Бівер [1 ]            | 20 вересня 1997        |
| 27087 Тіллманнмогр [1 ]     | 24 жовтня 1998         |
| 28220 Йорк [1 ]             | 28 грудня 1998         |
| 29477 Здікшіма [1 ]         | 31 жовтня 1997         |
| 29738 Івобуділ [1 ]         | 23 січня 1999          |
| (31232) 1998 CF [1 ]        | 1 лютого 1998          |
| 35446 Станя [1 ]            | 6 лютого 1998          |
| 35977 Лексінгтон [1 ]       | 3 липня 1999           |
| 35978 Арлінгтон [1 ]        | 5 липня 1999           |
| (38246) 1999 PL4 [1 ]       | 14 серпня 1999         |
| 40206 Лгеніце [1 ]          | 26 вересня 1998        |
| 44597 Тгореау [1 ]          | 6 серпня 1999          |
| 46692 Таорміна [1 ]         | 2 лютого 1997          |
| 47144 Фаулкес [1 ]          | 7 серпня 1999          |
| 47294 Бланський ліс [1 ]    | 28 листопада 1999      |
| 48794 Столзова [1 ]         | 5 жовтня 1997          |
| 50413 Петргінз [1 ]         | 27 лютого 2000         |
| (52665) 1998 BM30 [1 ]      | 30 січня 1998          |
| 53093 Ла Оротава [1 ]       | 28 грудня 1998         |
| 55082 Ксленді [1 ]          | 25 серпня 2001         |
| 56329 Тарксіен [1 ]         | 28 листопада 1999      |
| (85573) 1998 CE [1 ]        | 1 лютого 1998          |
| (85574) 1998 CG [1 ]        | 1 лютого 1998          |
| (91007) 1998 BL30 [1 ]      | 30 січня 1998          |
| 1. 1 спільно з Мілошем Тихі |                        |